# 普氏齧脂鯉
普氏齧脂鯉，為輻鰭魚綱脂鯉目脂鯉亞目脂鯉科的其中一個種，被IUCN列為易危保育類動物，分布於南美洲Suarez河上游流域，體長可達6.9公分，棲息在底中層水域，生活習性不明。